# Сен-Робер (Коррез)
Сен-Робе́р (фр. Saint-Robert) — коммуна в центральной части Франции, в департаменте Коррез региона Новая Аквитания. Лежит среди гор Центрального массива, в 27 километрах северо-западнее города Брив-ла-Гайард, на границе с департаментом Дордонь. С востока к коммуне прилегает Эян, с северо-запада — Сегоньяк, с юга — Луиньяк.
Община Сен-Робер образовалась в горах в XII столетии вокруг бенедиктинского монастыря, основанного учениками св. Роберта. После многочисленных религиозных распрей от всех монастырских построек до наших дней сохранилась лишь укреплённая церковь XII века, являющаяся ныне одной из главных местных достопримечательностей.
С 1982 года Сен-Робер входит в список «Самых красивых деревень Франции». С 1972 года каждое лето здесь проходит фестиваль классической музыки «Музыкальное лето Сен-Робера».